# 新疆顶冰花
新疆顶冰花（学名：Gagea subalpina）为百合科顶冰花属下的一个种。

## 扩展阅读
- 維基物種上的相關：新疆顶冰花